# Nordiska mästerskapet i fotboll
Nordiska mästerskapet i fotboll var ett fotbollsevenemang där nordiska mästare korades.
1919 upphörde kontraktet mellan de nordiska fotbollsförbunden om att möta varandra minst två gånger per år. På danskt initiativ sparkades då en serie matcher mellan Danmark, Norge och Sverige igång. Serien som spelades hemma och borta över flera år, ursprungligen 1924–1928. Då turneringen startade 1924 firade Danmarks fotbollsförbund 35-årsjubileum. Danmark vann den första upplagan. Finland kom med från turneringen 1929–1932.
Den andra upplagan arrangerades av Sverige, vars fotbollsförbund 1929 firade 25-årsjubileum. Norge vann.
Sedan vann Sverige alla turneringar 1933–1936 och 1972–1977 innan Danmark vann turneringarna 1979–1980 och 1981–1983.
2000–2001 spelades turneringen återigen, denna gång även med Island och Färöarna. Vissa matcher spelades under träningsläger i La Manga, Spanien, andra hemma och borta, vissa i inomhushallen. Matchen Norge-Färöarna spelades aldrig.
Turneringen blev populär under 1950- och 60-talen, och användes då av nordiska lag inför större turneringar. Men under 1970- och 80-talen tappade turneringen i betydelse, då antalet matcher mot andra lag ökade, och de tre sista turneringarna under 1970- och 80-talen spelades under varierad längd. Den sista matchen, mellan Sverige och Norge under turneringen 1981–1983, spelades inte då Danmark redan var klara slutsegrare.
En årlig turnering spelades även på damsidan åren 1974–1982, vilken ursprungligen dominerades av Danmark, för att 1977–1981 alltid vinnas av Sverige innan Danmark 1982 återtog titeln. Danmark, Finland och Sverige deltog från premiären 1974, Norge från 1978. Island deltog aldrig. Här handlade det inte om någon serie av landskamper hemma och borta, utan en turnering med på förhand bestämd plats.
Nordiska mästerskap i fotboll spelas inte längre för seniorer, varken på herr- eller damsidan, och junior- och ungdomsturneringarna är numera oftast öppna mästerskap där lag från hela världen får delta. Ofta heter dessa turneringar namn som "Nordisk flickturnering för 16-åringar".

## Slutsegrare

### Herrar
| År        | Trofé           |         | Etta    | Tvåa    | Trea                | Fyra                |                     |
| --------- | --------------- | ------- | ------- | ------- | ------------------- | ------------------- | ------------------- |
| 1924–1928 | Jubilæumspokal  | Danmark | Sverige | Norge   | Bara tre lag deltog | Bara tre lag deltog | Bara tre lag deltog |
| 1929–1932 | Guldkrus        | Norge   | Sverige | Danmark | Finland             |                     |                     |
| 1933–1936 | Nordiske Pokal  | Sverige | Danmark | Norge   | Finland             |                     |                     |
| 1937–1947 | Suomen Karhut   | Sverige | Danmark | Norge   | Finland             |                     |                     |
| 1948–1951 | DBU's Vase      | Sverige | Danmark | Norge   | Finland             |                     |                     |
| 1952–1955 | SvFF:s pokal    | Sverige | Norge   | Danmark | Finland             |                     |                     |
| 1956–1959 | Eventyr og Lek  | Sverige | Norge   | Danmark | Finland             |                     |                     |
| 1960–1963 | SPL's Pokal     | Sverige | Danmark | Norge   | Finland             |                     |                     |
| 1964–1967 | Fodboldspillere | Sverige | Danmark | Finland | Norge               |                     |                     |
| 1968–1971 | SvFF:s pokal    | Sverige | Danmark | Norge   | Finland             |                     |                     |
| 1972–1977 |                 | Sverige | Danmark | Norge   | Finland             |                     |                     |
| 1978–1980 | Danmark         | Sverige | Norge   | Finland |                     |                     |                     |
| 1981–1983 | Danmark         | Sverige | Norge   | Finland |                     |                     |                     |
| 2000/2001 | Finland         | Island  | Danmark | Norge   |                     |                     |                     |

#### Rankinglista
| Placering | Lag      | Etta | Tvåa | Trea | Fyra |
| --------- | -------- | ---- | ---- | ---- | ---- |
| 1         | Sverige  | 9    | 4    | 0    | 0    |
| 2         | Danmark  | 3    | 7    | 4    | 0    |
| 3         | Norge    | 1    | 2    | 9    | 2    |
| 4         | Finland  | 1    | 0    | 1    | 11   |
| 5         | Island   | 0    | 1    | 0    | 0    |
| 6         | Färöarna | 0    | 0    | 0    | 0    |

### Damer
| År   | Värdland | Etta    | Tvåa    | Trea    | Fyra                |
| ---- | -------- | ------- | ------- | ------- | ------------------- |
| 1974 | Finland  | Danmark | Sverige | Finland | Bara tre lag deltog |
| 1975 | Danmark  | Danmark | Sverige | Finland | Bara tre lag deltog |
| 1976 | Sverige  | Danmark | Sverige | Finland | Bara tre lag deltog |
| 1977 | Finland  | Sverige | Danmark | Finland | Bara tre lag deltog |
| 1978 | Danmark  | Sverige | Danmark | Finland | Norge               |
| 1979 | Norge    | Sverige | Danmark | Finland | Norge               |
| 1980 | Sverige  | Sverige | Danmark | Norge   | Finland             |
| 1981 | Finland  | Sverige | Finland | Danmark | Norge               |
| 1982 | Danmark  | Danmark | Sverige | Norge   | Finland             |

#### Rankinglista
| Placering | Lag     | Etta | Tvåa | Trea | Fyra |
| --------- | ------- | ---- | ---- | ---- | ---- |
| 1         | Sverige | 5    | 3    | 1    | 0    |
| 2         | Danmark | 4    | 4    | 1    | 0    |
| 3         | Finland | 0    | 1    | 6    | 2    |
| 4         | Norge   | 0    | 1    | 1    | 3    |